# Туба (Сенегал)

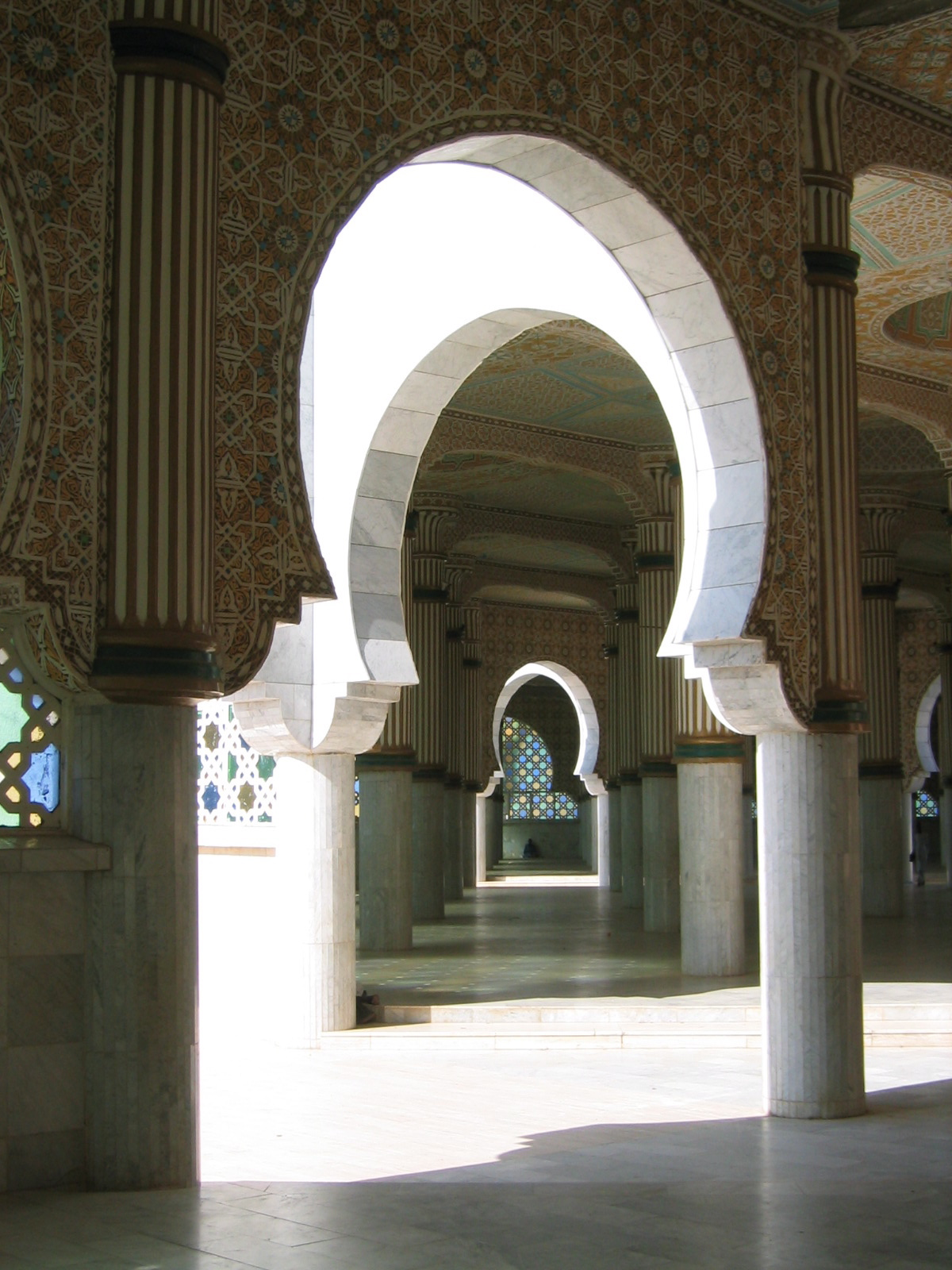
Интерьер мечети

Туба́ (фр. Touba от араб. ţûbâ‎ — счастье, блаженство) — город в центральной части Сенегала. Основан в 1887 году основателем суфийского ордена Мюридия шейхом Амаду Бамба, но длительное время оставался малозначительным поселением, однако после того, как в Тубе был похоронен шейх Амаду Бамба в Тубе началось сооружение грандиозной мечети (завершена в 1963 году), и с тех пор город превратился в главный центр притяжения членов братства Мюридия и крупный и быстрорастущий культурный центр. В 2007 году население, согласно переписи, составляло 529 000 человек. Вместе с городом-спутником Мбаке (который основал прадед Амаду Бамбы в 1796 году и где он родился) Туба является вторым по величине городом в Сенегале после его столицы Дакара.